# HMS Bristol (D23)
HMS Bristol är en brittisk robotbestyckad jagare, den enda i sin klass. Totalt fyra stycken fartyg planerades som eskort åt hangarfartyg av typen CVA-01, men de andra tre fartygen avbeställdes när CVA-01 lades ner i och med 1966 års försvarsnedskärning. Bristol blev därför ett unikt fartyg, utrustad med mycket ny utrustning men samtidigt utan någon huvuduppgift. Hon var också det sista ångdrivna fartyget i brittiska flottan.

## Konstruktion
Bristol är delvis baserad på jagarna i County-klassen och fregatterna i Leander-klassen. Hon har samma COSAG-maskineri som County-klassen, fast med modernare gasturbiner. Dessutom hade hon tre stycken helt nya vapensystem: Sea Dart-robotar, Ikara-robotar och en ny 114 mm kanon med längre eldrör. Men den mest revolutionerande nyheten var emellertid stridsledningssystemet ADAWS-2 (Action Data Automation Weapons System Mk.2). Baserat på två stycken Ferranti FM1600 var det det första helt datoriserade stridsledningssystemet i Royal Navy.
Även om Bristol hade en helikopterplatta längst akterut så hade hon ingen hangar och kunde därför inte utrustas med helikopter permanent. Det tillsammans med avsaknaden av sjömålsrobotar och den relativt stora besättningen var hennes största svagheter.
Ursprungligen skulle Bristol ha utrustats med samma kraftfulla luftspaningsradar som CVA-01, men den blev aldrig verklighet. I stället fick hon samma Type 965-radar som County-klassen. De byttes ut mot en modernare Type 1022 vid moderniseringen 1984.

## Historia
Bristol tillbringade största delen av 1970-talet med att testa och bygga upp erfarenhet av de nya vapen- och stridsledningssystemen. I november 1974 exploderade en av hennes ångpannor och förstörde det främre maskinrummet. Det dubbla framdrivningssystemet gjorde dock att hon kunde fortsätta att tjänstgöra i tre år med enbart gasturbindrift. Hon reparerades 1979 och blev samtidigt av med den omoderna anti-ubåtsgranatkastaren Limbo. Utrymmet användes för att förstora helikopterplattan och under däck fick hon som första fartyg i brittiska flottan en swimingpool. Hon fick även ny utrustning för telekrig och två stycken 20 mm automatkanoner.
Den 10 maj 1982 lämnade hon Portsmouth för att via Gibraltar och Ascension segla mot Falklandsöarna. Hennes storlek gjorde henne lämplig som flaggskepp och hon fick uppdraget att eskortera de mobiliserade handelsfartygen efter förlusten av Atlantic Conveyor. Efter Argentinas kapitulation kvarstannade hon vid Falklandsöarna över vintern. Hon återvände till Portsmouth den 17 september där hon mottogs av drottning Elizabeth II. Efter hemkomsten moderniserades hon för att ta vara på erfarenheterna från kriget. Hon fick nya 20 mm kanoner och fyra stycken 30 mm kanoner i dubbellavetage. Dessutom fick hon nya motmedelssystem.
På grund av förlusten av HMS Sheffield beslöt Amiralitetet att Bristol skulle moderniseras igen 1984 för att på så vis kunna vara kvar i tjänst i minst tio år till. Ikara-systemet togs bort och hon fick modernare luftspaningsradar. Trots det var Bristol fortrande omodern. Rollen som luftförsvarseskort sköttes mer kostnadseffektivt av Sheffield-klassen. År 1991 avrustades hon och ersatte HMS Kent som skol- och logementsfartyg i Portsmouth. I november 2010 bogserades hon till Hebburn för restaurering och i april 2011 återgick hon till att vara skolfartyg i Portsmouth, fast nu med modernare inredning.